# Kanton Saint-Hippolyte-du-Fort
Kanton Saint-Hippolyte-du-Fort (francouzsky Canton de Saint-Hippolyte-du-Fort) je francouzský kanton v departementu Gard v regionu Languedoc-Roussillon. Tvoří ho pět obcí.

## Obce kantonu
- Conqueyrac
- Cros
- La Cadière-et-Cambo
- Pompignan
- Saint-Hippolyte-du-Fort